# Pseudeos
Pseudeos – rodzaj ptaków z podrodziny dam (Loriinae) w rodzinie papug wschodnich (Psittaculidae).

## Zasięg występowania
Rodzaj obejmuje gatunki występujące na Nowej Gwinei, Wyspach Salomona i sąsiednich wyspach.

## Morfologia
Długość ciała 25–31 cm; masa ciała 117–215 g.

## Systematyka

### Etymologia
Pseudeos: gr. ψευδος pseudos „fałszywy”; rodzaj Eos Wagler, 1832 (lora).

### Podział systematyczny
Do rodzaju należą następujące gatunki:
- Pseudeos fuscata (Blyth, 1858) – lora moręgowana
- Pseudeos cardinalis (G.R. Gray, 1849) – lora szkarłatna – takson wyodrębniony z rodzaju Chalcopsitta na podstawie danych molekularnych[6]